# Byrnes Mill
Byrnes Mill – miasto w Stanach Zjednoczonych, w stanie Missouri, w hrabstwie Jefferson.